# Kënga Magjike 2013
Kënga Magjike 2013 var den 15:e årliga upplagan av musiktävlingen Kënga Magjike och ägde rum under hösten 2013. Tävlingens bidrag började presenteras den 15 september vid E diela shqiptare på TV Klan med Ardit Gjebrea som programledare. Cirka 5 bidrag presenterades per vecka fram till slutet av november 2013, då tävlingens två semifinaler samt final ägde rum.
Tävlingen vanns av sångerskan Besa Kokëdhima med låten "Tatuazh në zemër" som även tilldelades pris för bästa dans i tävlingen. Kokëdhimas låtskrivare, Alban Skënderaj, vann själv tävlingen året innan. Två år tidigare hade hon slutat trea i Kënga Magjike 13. Tvåa slutade Ledina Çelo med "Gaboja", vilket även var Çelos andra andraplats i tävlingen som hon ännu ej vunnit. Çelos bidrag utsågs även till tävlingens bästa ballad. Trea slutade Endri & Stefi Prifti med låten "Jepe jepe" som utsågs till tävlingens hitlåt.

## Deltagare
Tävlingens deltagare presenterades, likt tidigare år, vid TV-showen E diela shqiptare med Ardit Gjebrea som programledare. I det tredje programmet framträdde sångerskan Besa Braca låten "Ndjenjat s’kanë kufij", som senare visade sig vara kopierad. Detta ledde till att sångerskan kastades ur programmet. Artister markerade i fetstil tog sig vidare till tävlingens semifinaler.
| Nr | Artist          | Låt             | Text / Musik                     |
| -- | --------------- | --------------- | -------------------------------- |
| 1  | Keler Sufja     | "Frymëmarrje"   | Keler Sufja / Endrit Shani       |
| 2  | Devis Xherahu   | "Serenat malli" | Devis Xherahu                    |
| 3  | Angelo          | "Serial Killer" | Big Basta                        |
| 4  | Adelina Thaçi   | "Po u mërzite"  | Aida Baraku / Armend Rexhepagiqi |
| 5  | Sheila Haxhiraj | "Të ndiej"      | Sheila Haxhiraj                  |

| Nr | Artist                           | Låt               | Text / Musik                                |
| -- | -------------------------------- | ----------------- | ------------------------------------------- |
| 6  | Xhejsi Jorgaqi & Çartani         | "Vetëm kujtohu"   | Judovnik Boshnjaku / Ermir Bucpapaj         |
| 7  | Egzon Pireci & Hekuran Krasniqi  | "Të dua se havan" | Egzon Pireci / Hekuran Krasniqi             |
| 8  | Besiana Mehmedi & Shkodran Tolaj | "Imagjino"        | Avni Qahili / Nexhat Mujovi                 |
| 9  | Elia                             | "Endrra jonë"     | Petro Xhori / Irkenc Hyka & Fatjon Qelibari |
| 10 | Lind Islami                      | "Bregu i vjetër"  | Vlashent Sata / Endrit Shani                |

| Nr | Artist       | Låt                  | Text / Musik                     |
| -- | ------------ | -------------------- | -------------------------------- |
| 11 | Erik Lloshi  | "Si dukëm unë pa ty" | Endrit Mumajesi / Kledi Bahiti   |
| 12 | Drilon Shala | "Sa shpirt të kam"   | Drilon Shala / Endrit Shani      |
| 13 | Egzona       | "Posësiv"            | Egzona Ademi / Adrian Hila       |
| 14 | Rovena Dilo  | "Ne do puthëmi"      | Aida Baraku / Armend Rexhepagiqi |

| Nr | Artist        | Låt            | Text / Musik                     |
| -- | ------------- | -------------- | -------------------------------- |
| 15 | Ronela Hajati | "Mos ma l'sho" | Ronela Hajati / Elgit Doda       |
| 16 | Vlashent Sata | "Ëndërruar"    | Vlashent Sata                    |
| 17 | Entela Zhula  | "Human"        | Entela Zhula / Andi Dhoska       |
| 18 | Mihrije Braha | "Hajde nesër"  | Aida Baraku / Armend Rexhepagiqi |
| 19 | Ksal          | "Zemrën merr"  | Petro Xhori / Irkenc Hyka        |

| Nr | Artist                 | Låt                  | Text / Musik                  |
| -- | ---------------------- | -------------------- | ----------------------------- |
| 20 | Blerina Braka          | "Fryma ime"          | Blerina Braka / Gramoz Kozeli |
| 21 | Jonida Maliqi          | "Ti"                 | Olti Curri / Kledi Bahiti     |
| 22 | Bojken Lako            | "Harmoni në Sky"     | Bojken Lako                   |
| 23 | Rudina Delia ft. Kitio | "Temperaturë"        | Petro Xhoi / Adrian Hila      |
| 24 | Classic Boys           | "Poltrona jotë bosh" | Pandi Laço / Adrian Hila      |

| Nr | Artist       | Låt                  | Text / Musik                                 |
| -- | ------------ | -------------------- | -------------------------------------------- |
| 25 | Xhesika Polo | "Dashuri që vret"    | Xhesika Polo & Gent Myftaraj / Gent Myftaraj |
| 26 | Olta Boka    | "E fundit tango"     | Rozana Radi / Adrian Hila                    |
| 27 | Gjergj Leka  | "Po të lë një letër" | Gjergj Leka                                  |
| 28 | Elsa Fazlija | "Ike ti"             | Eliza Hoxha / Florent Boshnjaku              |
| 29 | Ardi GB      | "Lë t'folin"         | Ardian Thaçi / Visar Ramadani                |

| Nr | Artist           | Låt                | Text / Musik                      |
| -- | ---------------- | ------------------ | --------------------------------- |
| 30 | Manjola Nallbani | "Vetëm unë"        | Flori Mumajesi                    |
| 31 | Semi Jaupaj      | "Vetëm"            | Denis Sulaj / Bojken Lako         |
| 32 | Gjergj Kaçinari  | "Cash"             | Xhejn Kumrija / Florent Boshnjaku |
| 33 | Lynx             | "S'dua të mbarojë" | Lynx                              |
| 34 | Anxhela Noti     | "S'mund ta harroj" | Irkenc Hyka                       |

| Nr | Artist                                 | Låt                    | Text / Musik                              |
| -- | -------------------------------------- | ---------------------- | ----------------------------------------- |
| 35 | Besa Kokëdhima                         | "Tatuazh në zemër"     | Alban Skënderaj / Darko Dimitrov          |
| 36 | Eltina Minarolli & Ardit Cuni ft. Tiri | "Mos shko"             | Eltina & Ardit ft. Tiri                   |
| 37 | Jehona Sopi                            | "Të shkuara"           | Aida Baraku / Armend Rexhepagiqi          |
| 38 | Petro                                  | "1001 netë"            | Petro Xhori / Irkenc Hyka & DJ Sick Beatz |
| 39 | Alvin Koçibelli                        | "Zemra ime të do fort" | Ardian Dhimitri                           |

| Nr | Artist           | Låt                         | Text / Musik                              |
| -- | ---------------- | --------------------------- | ----------------------------------------- |
| 40 | Era Rusi & GB MC | "Gjuju"                     | Rozana Radi & GB MC / Adrian Hila         |
| 41 | Natyral          | "Girls Just Wanna Have Fun" | Petro Xhori / Irkenc Hyka & DJ Sick Beatz |
| 42 | Mark Marku       | "Rrugës pa ty"              | Mithat Sadiku / Mark Marku                |
| 43 | Albana Bilalli   | "Akull"                     | Xheraldina Vula / Albana Bilalli          |
| 44 | Rozana Radi      | "Bekim"                     | Adrian Hila                               |
| 45 | Xhoi             | "Ndiej"                     | Gent Bejko / Besar Likaj                  |

| Nr | Artist               | Låt           | Text / Musik                             |
| -- | -------------------- | ------------- | ---------------------------------------- |
| 46 | The Code             | "Freedom"     | Avni Qahili / Virusi & The Code          |
| 47 | Sardi                | "Sa larg"     | Petro Xhori / Irkenc Hyka                |
| 48 | Endri & Stefi Prifti | "Jepe"        | Rozana Radi / Adrian Hila                |
| 49 | Dren Abazi           | "Mes yjësh"   | Dren Abazi                               |
| 50 | Mariza Ikonomi       | "Destinacion" | Mariza Ikonomi & Elton Çaça / Elton Çaça |

| Nr | Artist       | Låt               | Text / Musik                                     |
| -- | ------------ | ----------------- | ------------------------------------------------ |
| 51 | Erjon Beçi   | "At' i birit tim" | Erjon Beçi                                       |
| 52 | Antonela     | "Maskë"           | Marisa Dhoska / Petro Xhori                      |
| 53 | Dorina Tiko  | "Gjithmonë me ty" | Dorina Tiko / Sergio HD                          |
| 54 | Ledina Çelo  | "Gaboja"          | Olti Curri / Adrian Hila                         |
| 55 | Nora Istrefi | "I jemi je"       | Arjanit Palaj / Aida Baraku & Armend Rexhepagiqi |

## Semifinaler
Den första semifinalen kommer att hållas den 28 november 2013 i Pallati i Kongreseve i Tirana. I den första semifinalen deltar 22 artister. Den följdes av semifinal 2 som hålls dagen därpå, 29 november.
| Nr | Artist                   | Låt                  |
| -- | ------------------------ | -------------------- |
| 1  | The Code                 | "Freedom"            |
| 2  | Egzona                   | "Posësiv"            |
| 3  | Lind Islami              | "Bregu i vjetër"     |
| 4  | Erjon Beçi               | "At' i birit tim"    |
| 5  | Rudina Delia & Kitio     | "Temperaturë"        |
| 6  | Sardi                    | "Sa larg"            |
| 7  | Xhejsi Jorgaqi & Çartani | "Vetëm kujtohu"      |
| 8  | Entela Zhula             | "Human"              |
| 9  | Ksal                     | "Zemrën merr"        |
| 10 | Devis Xherahu            | "Serenat malli"      |
| 11 | Lynx                     | "S'dua të mbarojë"   |
| 12 | Xhoi                     | "Ndiej"              |
| 13 | Dorina Tiko              | "Gjithmonë me ty"    |
| 14 | Gjergj Leka              | "Po të lë një letër" |
| 15 | Adelina Thaçi            | "Po u mërzite"       |
| 16 | Era Rusi & GB MC         | "Gjuju"              |
| 17 | Mariza Ikonomi           | "Destinacion"        |
| 18 | Ronela Hajati            | "Mos ma lsho"        |
| 19 | Mihrije Braha            | "Hajde nesër"        |
| 20 | Bojken Lako Band         | "Harmoni në Sky"     |
| 21 | Besa Kokëdhima           | "Tatuazh në zemër"   |
| 22 | Endri & Stefi Prifti     | "Jepe"               |

| Nr | Artist                          | Låt                         |
| -- | ------------------------------- | --------------------------- |
| 1  | Natyral                         | "Girls Just Wanna Have Fun" |
| 2  | Sheila Haxhiraj                 | "Të ndjej"                  |
| 3  | Mark Marku                      | "Rrugës pa ty"              |
| 4  | Classic Boys                    | "Poltrona jotë bosh"        |
| 5  | Antonela                        | "Maskë"                     |
| 6  | Gjergj Kaçinari                 | "Cash"                      |
| 7  | Xhesika Polo                    | "Dashuri që vret"           |
| 8  | Semi Jaupaj                     | "Vetëm"                     |
| 9  | Angelo                          | "Serial Killer"             |
| 10 | Eltina & Ardit feat. Tiri       | "Mos shko"                  |
| 11 | Erik Lloshi                     | "Si dukëm unë pa ty"        |
| 12 | Egzon Pireci & Hekuran Krasniqi | "Të dua se havan"           |
| 13 | Olta Boka                       | "E fundit tango"            |
| 14 | Vlashent Sata                   | "Ëndërruar"                 |
| 15 | Rozana Radi                     | "Bekim"                     |
| 16 | Rovena Dilo                     | "Ne do puthëmi"             |
| 17 | Jonida Maliqi                   | "Ti"                        |
| 18 | Jehona Sopi                     | "Të shkuara"                |
| 19 | Ledina Çelo                     | "Gaboja"                    |
| 20 | Nora Istrefi                    | "I jemi je"                 |
| 21 | Manjola Nallbani                | "Vetëm unë"                 |
| 22 | Dren Abazi                      | "Mes yjësh"                 |

## Final
Tävlingen vanns av Besa Kokëdhima med låten "Tatuazh në zemër". Tvåa kom Ledina Çelo som för andra gången slutade tvåa i tävlingen. Hon framförde låten "Gaboja". Trea slutade Endri och Stefi Prifti med låten "Jepe jepe".

### Huvudpriset
Nedan listas deltagarna efter slutresultat i huvudtävlingen. Poäng står inom parentes.
| 1. Besa Kokëdhima (772) 2. Ledina Çelo (750) 3. Endri & Stefi Prifti (701) 4. Manjola Nallbani (633) 5. Jonida Maliqi (579) 6. Olta Boka (555) 7. Bojken Lako Band (539) 8. Rozana Radi (494) 9. Rovena Dilo (457) 10. Classic Boys (449) 11. Ronela Hajati (448) 12. Era Rusi & GB MC (444) 13. Jehona Sopi (444) 14. Xhesika Polo (441) 15. Adelina Thaçi (406) 16. Gjergj Leka (390) 17. Xhoi (385) 18. Mariza Ikonomi (379) 19. Dren Abazi (363) 20. Nora Istrefi (357) 21. Sheila Haxhiraj (317) 22. Egzona (311) | 23. Natyral (308) 24. Sardi (301) 25. Devis Xherahu (283) 26. Erik Lloshi (281) 27. Ksal (268) 28. Mihrije Braha (260) 29. Lind Islami (249) 30. The Code (247) 31. Rudina Delia & Kitio (233) 32. Lynx (205) 33. Vlashent Sata (191) 34. Gjergj Kaçinari (178) 35. Antonela (143) 36. Semi Jaupaj (143) 37. Eltina & Ardit feat. Tiri (140) 38. Egzon Pireci & Hekuran Krasniqi (123) 39. Xhejsi Jorgaqi & Çartani (114) 40. Dorina Tiko (108) 41. Mark Marku (94) 42. Entela Zhula (74) 43. Angelo (58) 44. Erjon Beçi (37) |

### Övriga priser
Utöver huvudpriset delades ytterligare 20 priser ut. 

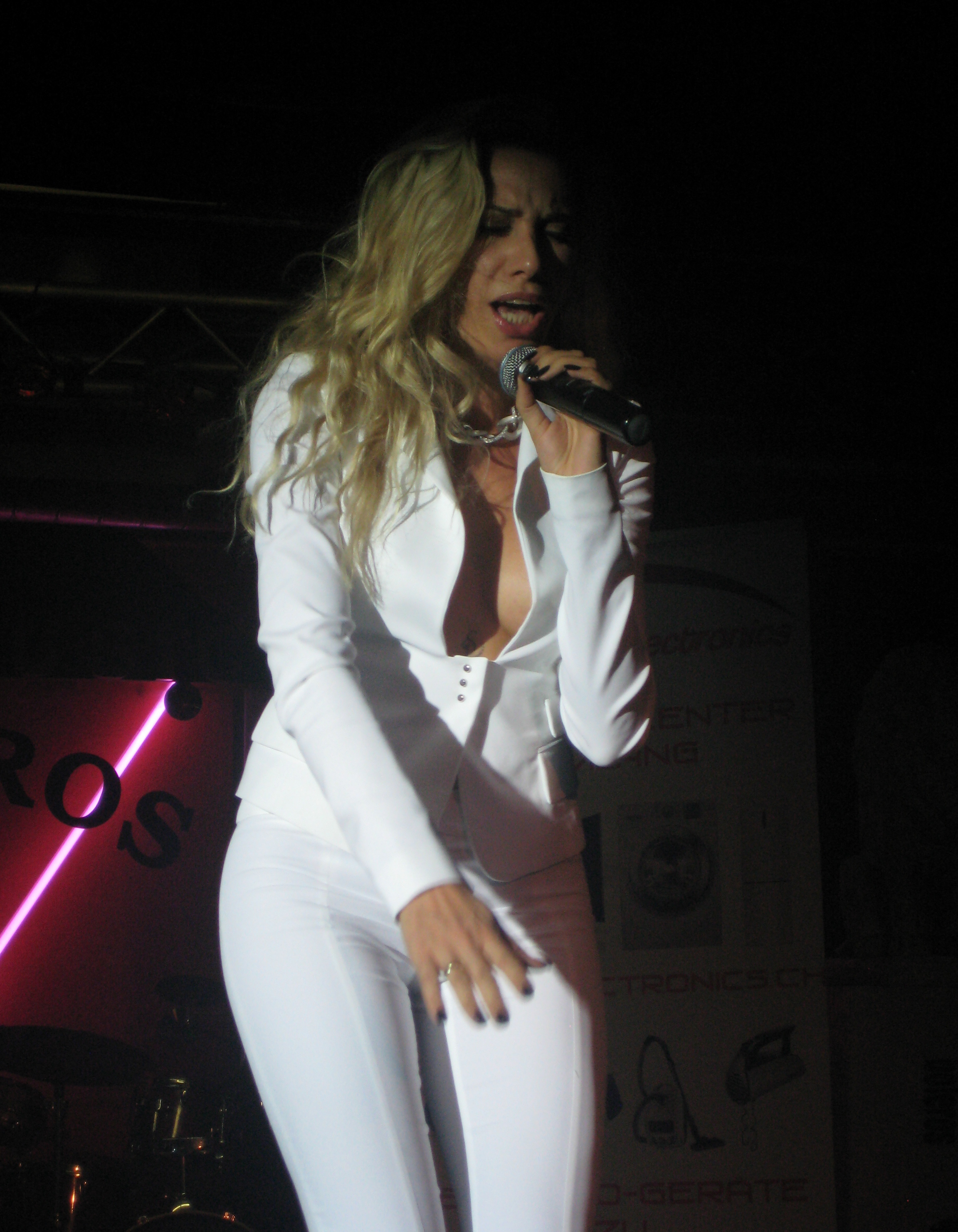
Ledina Çelo slutade tvåa och tilldelades pris för bästa ballad med låten "Gaboja".

| Artist               | Låt                  | Plats | Poäng | Pris                           |
| -------------------- | -------------------- | ----- | ----- | ------------------------------ |
| Era Rusi & GB MC     | "Gjuju"              | 12    | 444   | Çmimi Bashkëpunimi më i mirë   |
| Xhesika Polo         | "Dashuri që vret"    | 14    | 441   | Çmimi Vokali më i mirë         |
| Ronela Hajati        | "Mos ma lsho"        | 11    | 448   | Çmimi i Internetit             |
| Xhoi Bejko           | "Ndiej"              | 17    | 385   | Çmimi Magjia i Parë            |
| Classic Boys         | "Poltrona jotë bosh" | 10    | 449   | Çmimi Grupi më i mirë          |
| Adelina Thaçi        | "Po u mërzite"       | 15    | 406   | Çmimi Çesk Zadeja              |
| Mariza Ikonomi       | "Destinacion"        | 18    | 379   | Çmimi Interpretuesja më i mirë |
| Dren Abazi           | "Mes yjesh"          | 19    | 363   | Çmimi Kënga Stil               |
| Jehona Sopi          | "Të shkuara"         | 13    | 444   | Çmimi TV Klan                  |
| Jonida Maliqi        | "Ti"                 | 5     | 579   | Çmimi Jon Music                |
| Olta Boka            | "E fundit tango"     | 6     | 555   | Çmimi Performanca më e mirë    |
| Nora Istrefi         | "I jemi je"          | 20    | 357   | Çmimi Diskografik              |
| Gjergj Leka          | "Po të lë një letër" | 16    | 390   | Çmimi Kantautori më i mirë     |
| Rovena Dilo          | "Ne do të puthemi"   | 9     | 457   | Çmimi Rikthimi më i mirë       |
| Rozana Radi          | "Bekim"              | 8     | 494   | Çmimi AMC                      |
| Bojken Lako Band     | "Harmoni në Sky"     | 7     | 539   | Çmimi Kënga Rock               |
| Manjola Nallbani     | "Vetëm unë"          | 4     | 633   | Çmimi i Kritikës               |
| Besa Kokëdhima       | "Tatuazh në zemër"   | 1     | 772   | Çmimi Best Dance               |
| Ledina Çelo          | "Gaboja"             | 2     | 750   | Çmimi Balada më e mirë         |
| Endri & Stefi Prifti | "Jepe jepe"          | 3     | 701   | Çmimi Kënga Hit                |